# Lake Story
Der Lake Story ist ein Gebirgssee im Southland District der Region Southland auf der Südinsel von Neuseeland.

## Namensherkunft
Robert Story von der Merrivale Station beherbergte einst den Landvermesser E. H. Wilmot, worauf dieser als Dank den See nach ihm benannte.

## Geographie
Der Lake Story befindet sich in den Merrie Range, zwischen dem Hauroko Burn im Westen und dem Russet Burn im Osten. Der Lake Hauroko ist knapp 10 km südlich zu finden. Mit einer Flächenausdehnung von rund 26,1 Hektar und einem Seeumfang von rund 2,26 km erstreckt sich der See über eine Länge von rund 780 m in Nordnordwest-Südsüdost-Richtung und misst an seiner breitesten Stelle rund 560 m in Westsüdwest-Ostnordost-Richtung.
Gespeist wird der Lake Story von wenigen kleinen Gebirgsbächen und entwässert an seiner Ostseite über einen kleinen Gebirgsbach in Richtung Russet Burn.